# Hotet från underjorden 3
Hotet från underjorden 3 är en amerikansk actionkomedi från 2001 i regi av Brent Maddock. Den baseras på föregångarna Hotet från underjorden och Hotet från underjorden 2 - Efterskalv.

## Handling
När Burt Gummer (Michael Gross) efter en världsomspännade monsterjakt återvänder till den lilla förfallande gruvbyn Perfection, Nevada finner han att saker har förändrats. Chang's Market har tagits över av ett av Walter Changs syskonbarn, Jodi Chang (Susan Chuang). En lurendrejare som kallar sig "Desert" Jack Sawyer (Shawn Christian) tar med sig turister på en falsk monstertur, och yngligen Melvin Plug (Robert Jayne) har börjat försöka köpa marken från invånarna i Perfection för att sälja semesterstugor. Ett gäng federala vetenskapsmän visar sig för att undersöka monstren, till Burts stora förtret.
Under en av Jacks låtsasturer äts hans assistent upp av ett av monstren. De är tillbaka, och byn finner sig ännu en gång i knipa.

## Rollista
| Michael Gross     | – Burt Gummer        |
| Shawn Christian   | – Desert Jack Sawyer |
| Susan Chuang      | – Jodi Chang         |
| Charlotte Stewart | – Nancy Sterngood    |
| Ariana Richards   | – Mindy Sterngood    |
| Tony Genaro       | – Miguel             |
| Barry Livingston  | – Dr. Andrew Merliss |
| John Pappas       | – Agent Charlie Rusk |